# 샬롯 살와이

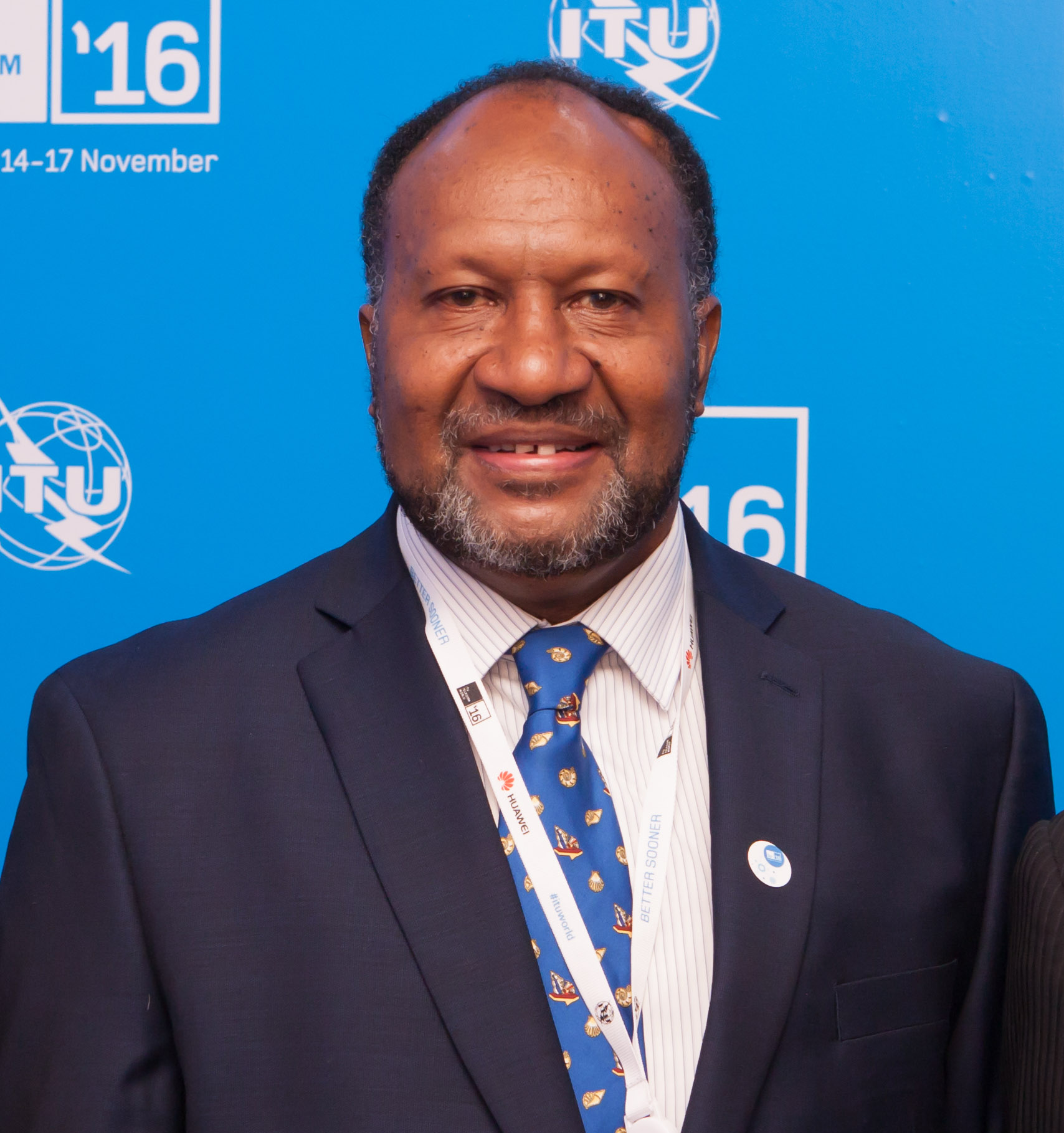
2016년 모습

샬롯 살와이(Charlot Salwai, 본명: Charlot Salwai Tabimasmas, 1963년 4월 24일~)는 바누아투의 정치인, 전직 회계사, 정치 고문이다. 2016년부터 2020년까지 바누아투의 총리였으며 2023년 10월 6일 불신임 투표로 사토 킬만이 축출된 후 현 총리이다. 유니티 오브 체인지(Unity for Change) 블록의 일부인 변화를 위한 통일 운동(RMC)의 지도자이다.